# Gianni Crea
Gianni Crea (Siderno, 4 gennaio 1938) è un regista e sceneggiatore italiano.

## Biografia
Dopo le esperienze come assistente volontario per Roberto Rossellini e aiuto per Gianni Puccini, realizza alcuni cortometraggi (All'ombra dei vulcani, Siracusa, La perla del sud). Esordisce nel lungometraggio nel 1969 con il western La legge della violenza (Tutti o nessuno), cui segue una serie di altri western.  
Nel 1984 diresse il film Liberate Emanuela, dedicato al caso della sparizione di Emanuela Orlandi.

## Filmografia
- La legge della violenza (Tutti o nessuno) (1969)
- Se t'incontro t'ammazzo (1971)
- Il magnifico west (1972)
- ...E il terzo giorno arrivò il corvo  (1973)
- I sette del gruppo selvaggio (1975)
- Non sparate sui bambini (1978)
- Pè sempe (1982)
- Liberate Emanuela (1984)
- Mistero (1992)
- Il sole nello stadio (1995)
- Sentieri di paradiso (2006)